# بخش قره‌قویون شهرستان شوط
بخش قره قویون شهرستان شوط یکی از بخش‌های شهرستان شوط در استان آذربایجان غربی در کشور ایران است. مردم قره قویون شیعه هستند

## جمعیت
براساس سرشماری مرکز آمار ایران در سال ۱۳۹۵، جمعیت این بخش برابر با ۱۲٬۱۴۶ نفر (۳٬۵۸۷ خانوار) بوده‌است. 

## تقسیمات کشوری
دهستان‌های بخش قره قویون: 
- دهستان چشمه سرا
- دهستان قره قویون جنوبی